# Nata per unire
Nata per unire è un album compilation dedicato al 150º anniversario dell'Unità d'Italia, pubblicato il 18 febbraio 2011.
Il disco contiene quattordici classici della canzone italiana interpretati dagli artisti partecipanti al Festival di Sanremo 2011, più un inedito di Mogol e Gianni Bella, Rinascimento, cantato da Gianni Morandi, presentatore della kermesse canora. I brani sono stati eseguiti dal vivo durante la terza serata della manifestazione, il 17 febbraio 2011.

## Tracce
1. Rinascimento - Gianni Morandi
2. 'O sole mio – Anna Oxa
3. Here's to You (La ballata di Sacco e Vanzetti) – Modà con Emma
4. Mamma mia dammi cento lire – Max Pezzali (con Arisa)
5. Il mio canto libero – Nathalie
6. La notte dell'addio – Luca Madonia con Franco Battiato
7. Mille lire al mese – Patty Pravo
8. L'italiano – Tricarico (con Toto Cutugno)
9. Mamma – Anna Tatangelo
10. Va, pensiero – Al Bano
11. Il cielo in una stanza – Giusy Ferreri
12. Parlami d'amore Mariù – La Crus
13. 'O surdato 'nnammurato – Roberto Vecchioni
14. Addio mia bella addio – Luca Barbarossa e Raquel del Rosario
15. Viva l'Italia – Davide Van de Sfroos

## Classifiche
| Classifica (2011) | Posizione massima |
| ----------------- | ----------------- |
| Italia            | 3                 |